# العلاقات الأرجنتينية السيراليونية
العلاقات الأرجنتينية السيراليونية هي العلاقات الثنائية التي تجمع بين الأرجنتين وسيراليون.

## مقارنة بين البلدين
هذه مقارنة عامة ومرجعية للدولتين:
| وجه المقارنة                                              | الأرجنتين                                               | سيراليون       |
| --------------------------------------------------------- | ------------------------------------------------------- | -------------- |
| المساحة (كم2)                                             | 2.78 مليون                                              | 71.74 ألف      |
| عدد السكان (نسمة)                                         | 44.27 مليون                                             | 7.56 مليون     |
| الكثافة السكانية (ن./كم²)                                 | 15.92                                                   | 105.38         |
| العاصمة                                                   | بوينس آيرس                                              | فريتاون        |
| اللغة الرسمية                                             | اللغة الإسبانية                                         | لغة إنجليزية   |
| العملة                                                    | البيزو الأرجنتيني 1983 ‏، بيزو أرجنتيني، أسترال أرجنتيني | ليون سيراليوني |
| الناتج المحلي الإجمالي (بليون دولار)                      | 637.59 مليار                                            | 3.77 مليار     |
| الناتج المحلي الإجمالي (تعادل القوة الشرائية) بليون دولار | 883.02 مليار                                            | 10.13 مليار    |
| الناتج المحلي الإجمالي الاسمي للفرد دولار أمريكي          | 13.43 ألف                                               | 653            |
| الناتج المحلي الإجمالي للفرد دولار أمريكي                 |                                                         | 1.97 ألف       |
| مؤشر التنمية البشرية                                      | 0.827                                                   | 0.413          |
| رمز المكالمات الدولي                                      | +54                                                     | +232           |
| رمز الإنترنت                                              | .ar                                                     | .sl            |
| المنطقة الزمنية                                           | 00                                                      | 00             |

## منظمات دولية مشتركة
يشترك البلدان في عضوية مجموعة من المنظمات الدولية، منها:
| علم المنظمة | اسم المنظمة                               | تاريخ انضمام الأرجنتين | تاريخ انضمام سيراليون |
| ----------- | ----------------------------------------- | ---------------------- | --------------------- |
|             | مؤسسة التنمية الدولية                     | 3 أغسطس 1962           | 13 نوفمبر 1962        |
|             | البنك الإفريقي للتنمية                    | ?                      | ?                     |
|             | يونسكو                                    | 15 سبتمبر 1948         | 28 مارس 1962          |
|             | مؤسسة التمويل الدولية                     | 13 أكتوبر 1959         | 10 سبتمبر 1962        |
|             | منظمة حظر الأسلحة الكيميائية              | ?                      | ?                     |
|             | الأمم المتحدة                             | 24 أكتوبر 1945         | 27 سبتمبر 1961        |
|             | الاتحاد الدولي للاتصالات                  | 1889                   | 30 ديسمبر 1961        |
|             | منظمة الشرطة الجنائية الدولية             | ?                      | ?                     |
|             | البنك الدولي للإنشاء والتعمير             | 20 سبتمبر 1956         | 10 سبتمبر 1962        |
|             | الاتحاد البريدي العالمي                   | ?                      | ?                     |
|             | المركز الدولي لتسوية المنازعات الاستشارية | 18 نوفمبر 1994         | 14 أكتوبر 1966        |
|             | وكالة ضمان الاستثمار متعدد الأطراف        | 11 فبراير 1992         | 20 يونيو 1996         |
|             | منظمة التجارة العالمية                    | ?                      | ?                     |

## وصلات خارجية
- موقع وزارة الخارجية الأرجنتينية